# Hans Jørgen Hansen
Hans Jørgen Hansen (6. oktober 1879 i Tved – 10. december 1966 på Frederiksberg i København) var en dansk landhockeyspiller som både vandt en olympisk sølvmedalje i landhockey under OL 1920 i Antwerpen. Han var med på det danske hold som endte på andenpladsen i landhockeyturneringen efter Storbritannien.
Hans Jørgen Hansen spillede for Københavns Hockeyklub.